# Pygoscelis
Pygoscelis és un dels sis gèneres d'aus de la família dels esfeníscids (Spheniscidae), única de l'ordre dels esfenisciformes (Sphenisciformes). Està formada per tres espècies de petits pingüins sense cresta, de l'antàrtic i subantàrtic. Fan 70 – 80 cm de llargària, negres per sobre i blancs per sota, amb les potes de color carn.

## Taxonomia
Se n'han descrit tres espècies:
- Pingüí d'Adèlia (Pygoscelis adeliae).
- Pingüí carablanc (Pygoscelis antarcticus).
- Pingüí de corona blanca (Pygoscelis papua).